# 維斯內特冰流
維斯內特冰流（英語：Wiesnet Ice Stream），是南極洲的冰流，位於埃爾斯沃思地，全長28公里，最終在阿利森半島以西注入韋納伯冰架，由美國南極名稱諮詢委員命名，現時由南極條約體系管理。